# Nova Pilbeam
Nova Pilbeam, nata Nova Margery Pilbeam, (Wimbledon, 15 novembre 1919 – Londra, 21 luglio 2015), è stata un'attrice britannica.

## Biografia
Cominciò a recitare fin da bambina. A quattordici anni, nel 1934, interpretò il ruolo di Betty Lawrence nel film di Alfred Hitchcock L'uomo che sapeva troppo. Quattro anni dopo, sempre diretta da Hitchcock, fu la protagonista femminile di Giovane e innocente.
In seguito, però, non fu in grado di mantenere il successo conseguito all'inizio di carriera. Si ritirò dallo schermo neanche trentenne. Dal 1934 al 1948, l'anno del suo ultimo film, aveva girato in tutto una quindicina di pellicole.

### Vita privata
Nova Pilbeam si sposò due volte. La prima nel 1939 con il regista Penrose Tennyson, discendente di Lord Alfred Tennyson, il grande poeta. Tennyson morì durante la seconda guerra mondiale, nel 1941, per un incidente aereo.
Nel 1950, Pilbeam si risposò con Alexander Whyte, giornalista della BBC. Dal matrimonio nacque nel 1952 una figlia, Sarah Jane. Nora Pilbeam rimase vedova una seconda volta, dopo la morte del marito nel 1972.
Ha vissuto nel nord di Londra, a Highgate, fino alla morte, avvenuta nel 2015 all'età di 95 anni.

## Filmografia
- Raffiche (Little Friend), regia di Berthold Viertel (1934)
- L'uomo che sapeva troppo (The Man Who Knew Too Much), regia di Alfred Hitchcock (1934)
- Destino di sangue (Tudor Rose), regia di Robert Stevenson (1936)
- Giovane e innocente (Young and Innocent), regia di Alfred Hitchcock (1937)
- Prison Without Bars (1939) - film TV
- Cheer Boys Cheer, regia di Walter Forde (1939)
- Pastor Hall, regia di Roy Boulting (1940)
- Spring Meeting, regia di Walter C. Mycroft (1941)
- Banana Ridge, regia di Walter C. Mycroft (1942)
- The Next of Kin, regia di Thorold Dickinson (1942)
- Yellow Canary, regia di Herbert Wilcox (1943)
- This Man is Mine, regia di Marcel Varnel (1946)
- Green Fingers, regia di John Harlow (1947)
- Counterblast, regia di Paul L. Stein (1948)
- The Three Weird Sisters, regia di Daniel Birt (1948)
- The Shining Hour (1951) - film TV